# Jij bent alles (single)
Jij bent alles is een single van de Nederlandse zanger André Hazes uit 1986. Het stond in hetzelfde jaar als eerste track op het gelijknamige album.

## Achtergrond
Jij bent alles is geschreven door Peter Orloff, Michael Kunze en André Hazes en geproduceerd door Tim Griek. Het is een Nederlandstalige bewerking van het lied Du van Peter Maffay. Het is een schlager dat gaat over een vrouw die veel voor de liedverteller betekende, maar hem heeft verlaten. De B-kant is het Italiaanse Non pensare a me, een cover van Iva Zanicchi, welke is geschreven door Alberto Testa en Eros Sciorilli.

## Hitnoteringen
De zanger had met het lied succes in zowel Nederland als België. In de Nederlandse Nationale Hitparade kwam het tot de zevende plaats. Het stond acht weken in de hitlijst. In de zeven weken dat het in de Nederlandse Top 40 stond, piekte het op de tiende plaats. De piekpositie in de Vlaamse Ultratop 50 was de 34e plek. Het was drie weken in deze lijst te vinden.